# Daffney
Shannon Claire Spruill (ur. 17 czerwca 1975, zm. 1 września 2021) – amerykańska profesjonalna wrestlerka. Najbardziej znana była ze swojej kadencji w federacjach World Championship Wrestling (WCW) oraz Total Nonstop Action Wrestling (TNA), gdzie występowała pod pseudonimem ringowym Daffney. Zadebiutowała w 1999 roku, występując dla WCW, gdzie raz zdobyła WCW Cruiserweight Championship.

## Życie prywatne

### Śmierć
1 września 2021 Spruill prowadziła transmisję na żywo na swoim oficjalnym portalu Instagram, podczas której mówiła o swoich myślach samobójczych, trzymając w ręku rzecz przypominającą pistolet oraz prosiła, aby jej mózg został poddany testom CTE. Znani wrestlerzy m.in. Mick Foley bez skutku próbowali się z nią skontaktować. 46-latka została znaleziona martwa w porannych godzinach 2 września 2021 roku. Tego samego dnia matka Shannon poinformowała fanów swojej córki o tym, że wrestlerka zmarła zeszłej nocy.

## Mistrzostwa i osiągnięcia
- Anarchy Championship Wrestling
  - ACW American Joshi Championship (1 raz)[2]

- NWA Wrestle Birmingham
  - NWA Wrestle Birmingham Junior Heavyweight Championship (1 raz)

- Pro Wrestling Illustrated
  - PWI zaklasyfikowało ją jako #18 najlepszą na świecie wrestlerkę w 2008 roku.

- World Championship Wrestling
  - WCW Cruiserweight Championship (1 raz)[2]